# Amphiporeia lawrenciana
Amphiporeia lawrenciana är en kräftdjursart som beskrevs av Robert Alan Shoemaker 1929. Amphiporeia lawrenciana ingår i släktet Amphiporeia och familjen Pontoporeiidae. Inga underarter finns listade i Catalogue of Life.